# Miss Universe 1975
Der Wettbewerb um die 24. Miss Universe mit 71 Teilnehmerinnen fand am 19. Juli 1975 im National Gymnasium in San Salvador statt. Die Siegerin des Wettbewerbs war Anne Marie Pohtamo aus Finnland.
| Land                  | Schreibweise bei Pageantopolis | Schreibweise in der Heimatsprache | Teilnahme an weiteren Wettbewerben |
| --------------------- | ------------------------------ | --------------------------------- | ---------------------------------- |
| Platzierungen         |                                |                                   |                                    |
| 1. Finnland           | Anne Marie Pohtamo             | Anne Marie Pohtamo                |                                    |
| 2. Haiti              | Gerthie David                  | Gerthie David                     |                                    |
| 3. Vereinigte Staaten | Summer Bartholomew             | Summer Bartholomew                |                                    |
| 4. Schweden           | Catharina Sjödahl              | Catharina Sjödahl                 |                                    |
| 5. Philippinen        | Rose Marie Brosas              | Rose Marie Brosas                 |                                    |
| Top 12                |                                |                                   |                                    |
| Brasilien             | Ingrid Budag                   | Ingrid Budag                      |                                    |
| Kolumbien             | Martha Echeverry               | Martha Echeverry                  |                                    |
| El Salvador           | Carmen Figueroa                | Carmen Figueroa                   |                                    |
| England               | Vicki Harris                   | Vicki Harris                      |                                    |
| Irland                | Julie Farnham                  | Julie Farnham                     |                                    |
| Israel                | Orit Cooper                    | Orit Cooper                       |                                    |
|                       |                                |                                   |                                    |